# Elsendorp
Elsendorp is een ontginningsdorp  in de gemeente Gemert-Bakel, in de Nederlandse provincie Noord-Brabant. Op 1 januari 2023 telde Elsendorp 1.120 inwoners.

## Geschiedenis
Aan het eind van de negentiende eeuw verkocht de gemeente Gemert een groot deel van de in haar bezit zijnde heide aan voornamelijk protestantse kapitaalbezitters die de hei, meestal door de Heidemij, lieten ontginnen tot bos en landbouwgrond.
Een van deze personen was Samuel Cornelis van Musschenbroek, die de Maatschappij tot Ontginning van de Peel oprichtte en in 1891 ter plaatse van het huidige Elsendorp twee modelboerderijen stichtte. Eén ervan heette De Dompt en dit was ook de oorspronkelijke naam voor het ontginningsdorp.
Op de splitsing van de weg tussen Gemert en Oploo en de weg naar De Rips vestigden zich in het begin van de twintigste eeuw enkele middenstanders. In 1925 werd hier ook een openbare school gesticht, die in 1935 werd omgezet in een rooms-katholieke school. In 1926 werd een rooms-katholieke noodkerk gesticht en werd het dorp genoemd naar pater Gerlacus van den Elsen. Omdat men de naam Van den Elsendorp te lang vond werd het Elsendorp. De noodkerk was gewijd aan Sint-Jan Evangelist. Om de bouw van een nieuwe kerk te financieren organiseerde de bouwpastoor van Elsendorp, rector Busscher, autozegeningen. Deze gingen ook na het gereedkomen van de kerk door en gaven Elsendorp in de jaren 1960 landelijke bekendheid.
De huidige kerk is een schepping van Herman Reuser uit Nijmegen. Ze werd ingewijd op 15 mei 1960 en ze is gewijd aan Sint-Christoffel, die patroonheilige van de verkeersdeelnemers is. De kerk bevat kapellen voor Onze Lieve Vrouw van Altijddurende Bijstand, Sint-Christoffel en het Heilig Hart. Er is een Christoffelbeeld van Gerard Bruning, een doopvont vervaardigd door Jan van Gemert, en er zijn glas-in-loodramen van Ton Frenken en Frans Smeets.

## Natuur en landschap
Hoewel Elsendorp te midden van Peelontginningen ligt, is er in de omgeving veel natuurschoon in de vorm van landgoederen. Het betreft Cleefswit, De Sijp, De Krim, Groote Slink, en Bunthorst

## Recreatie
Het dorp heeft meerdere B&B’s en een minicamping. Direct ten zuiden tegen het dorp aan ligt het Naturistisch Recreatiepark Elsendorp.

## Nabijgelegen kernen
De Rips, Handel, Gemert, Venhorst, Oploo

## Foto's

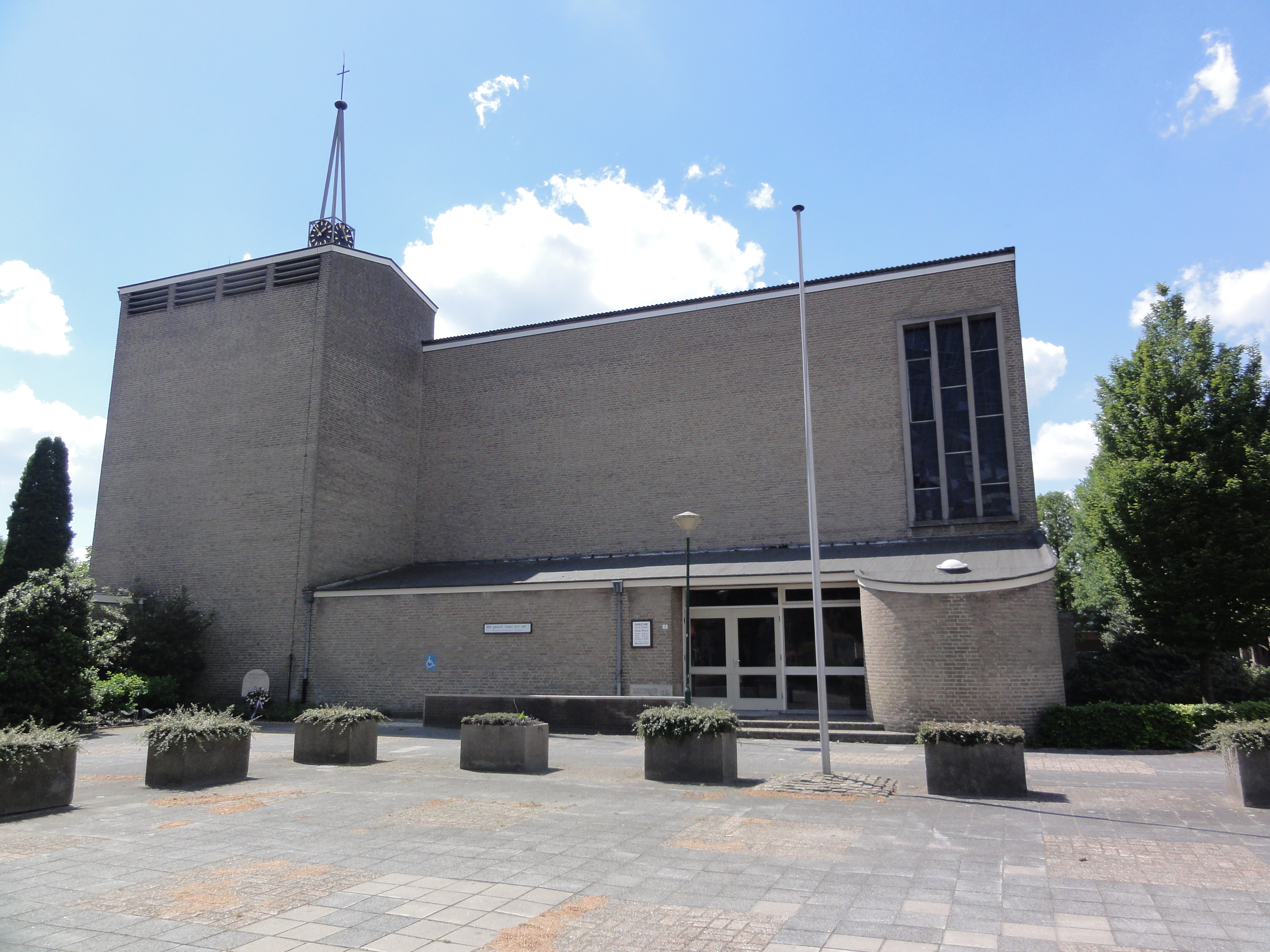
Elsendorp, RK kerk
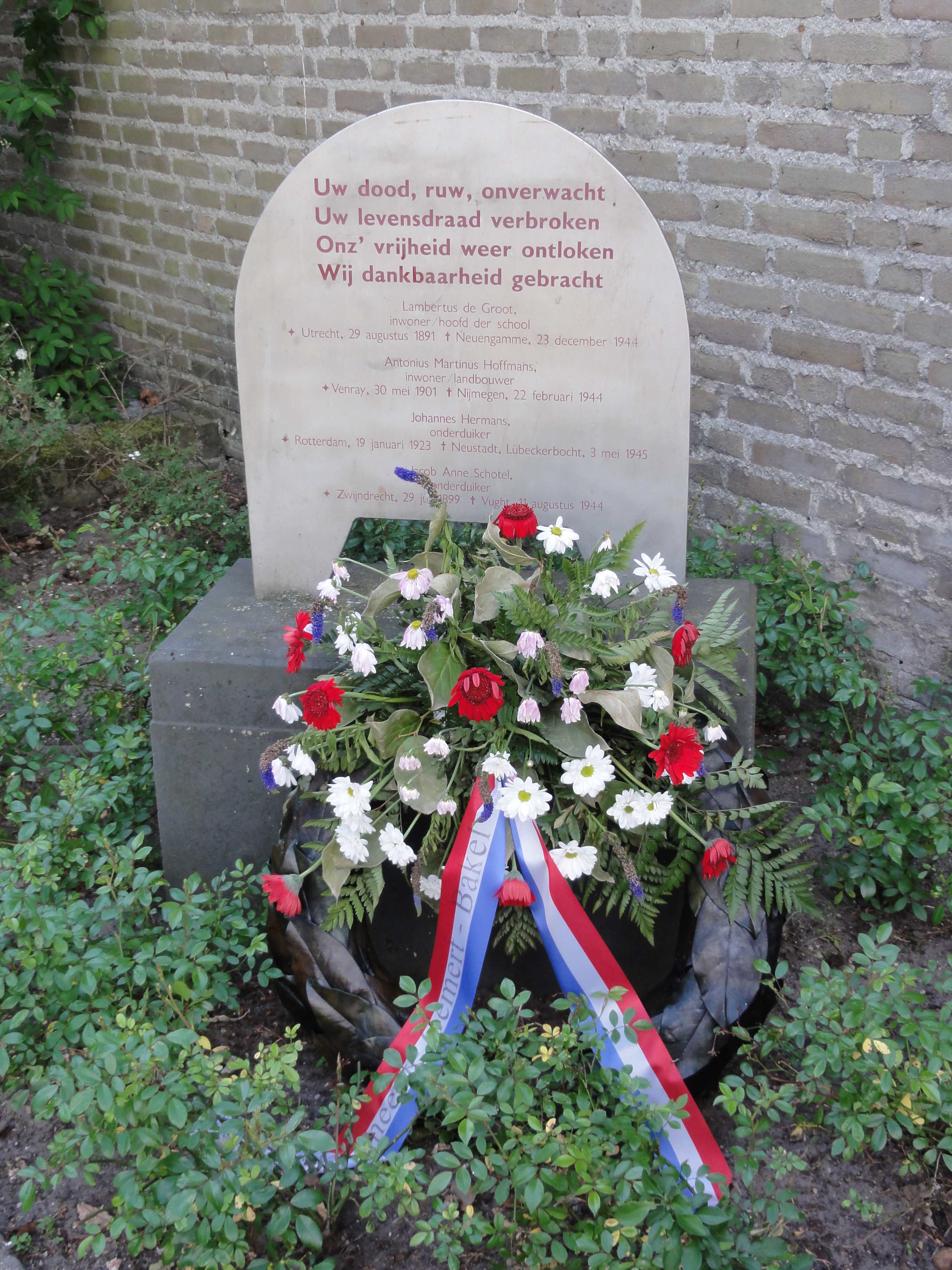
Oorlogsmonumentje
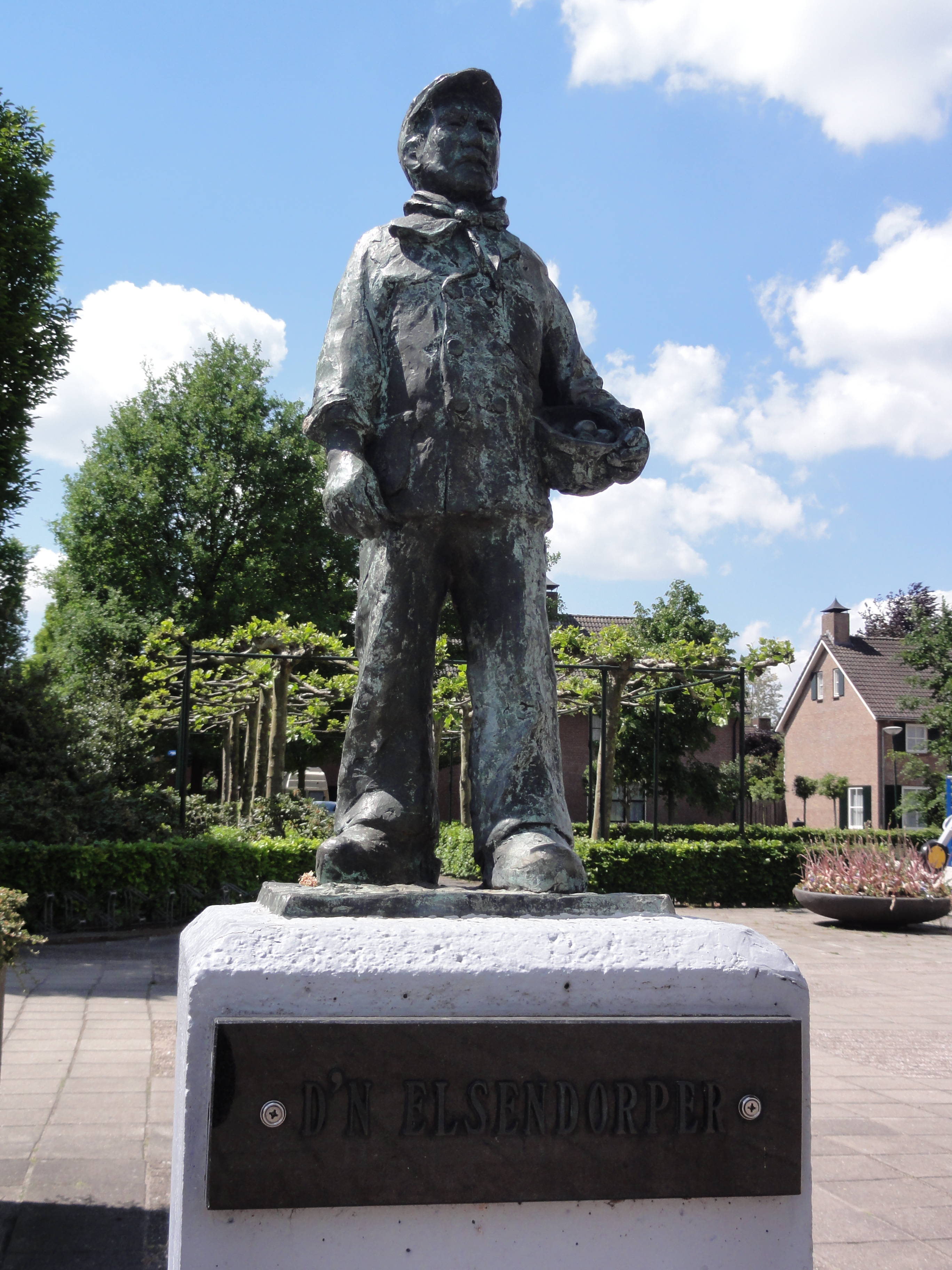
Sculptuur D'n Elsendorper
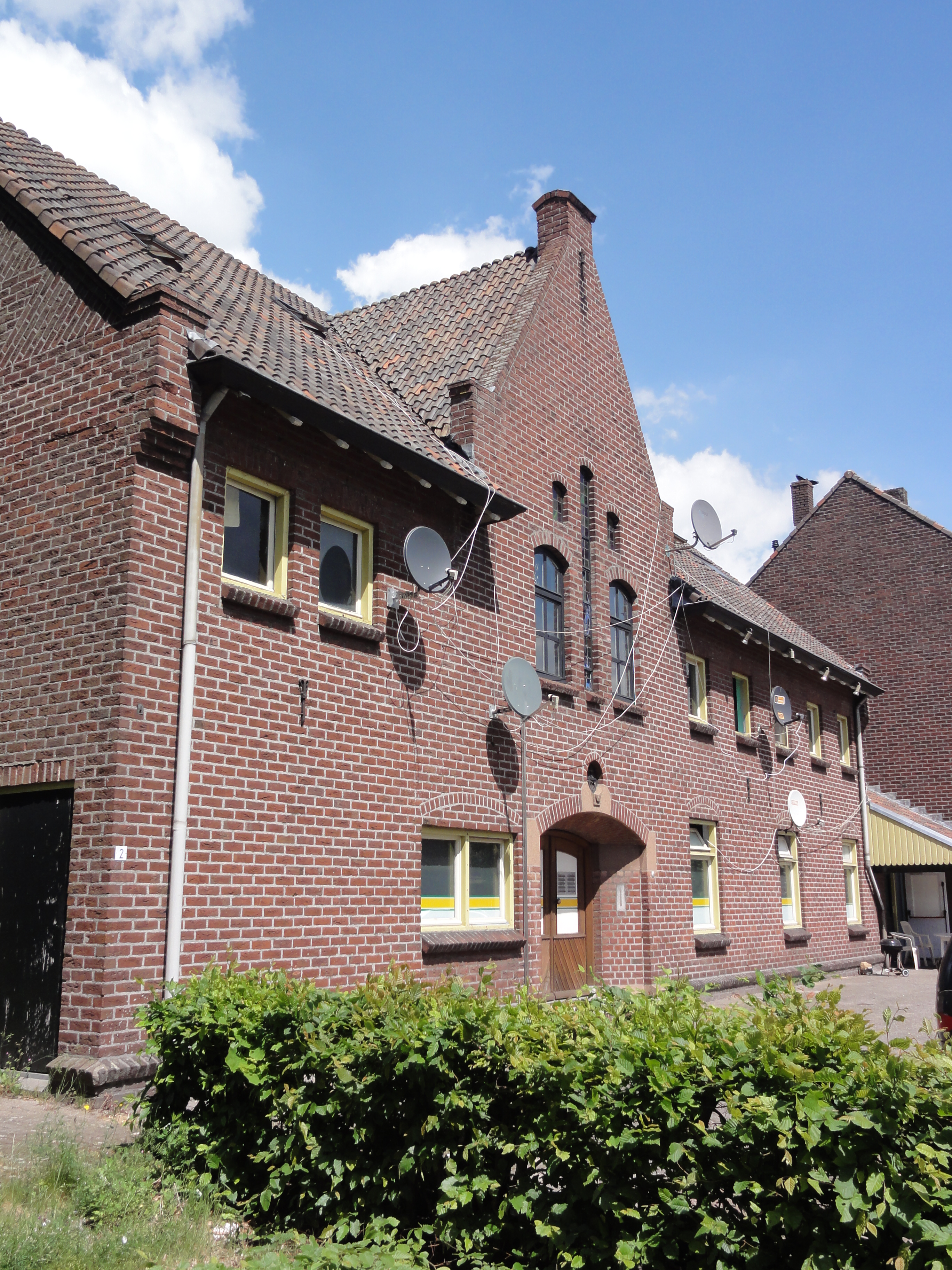
Voormalig klooster
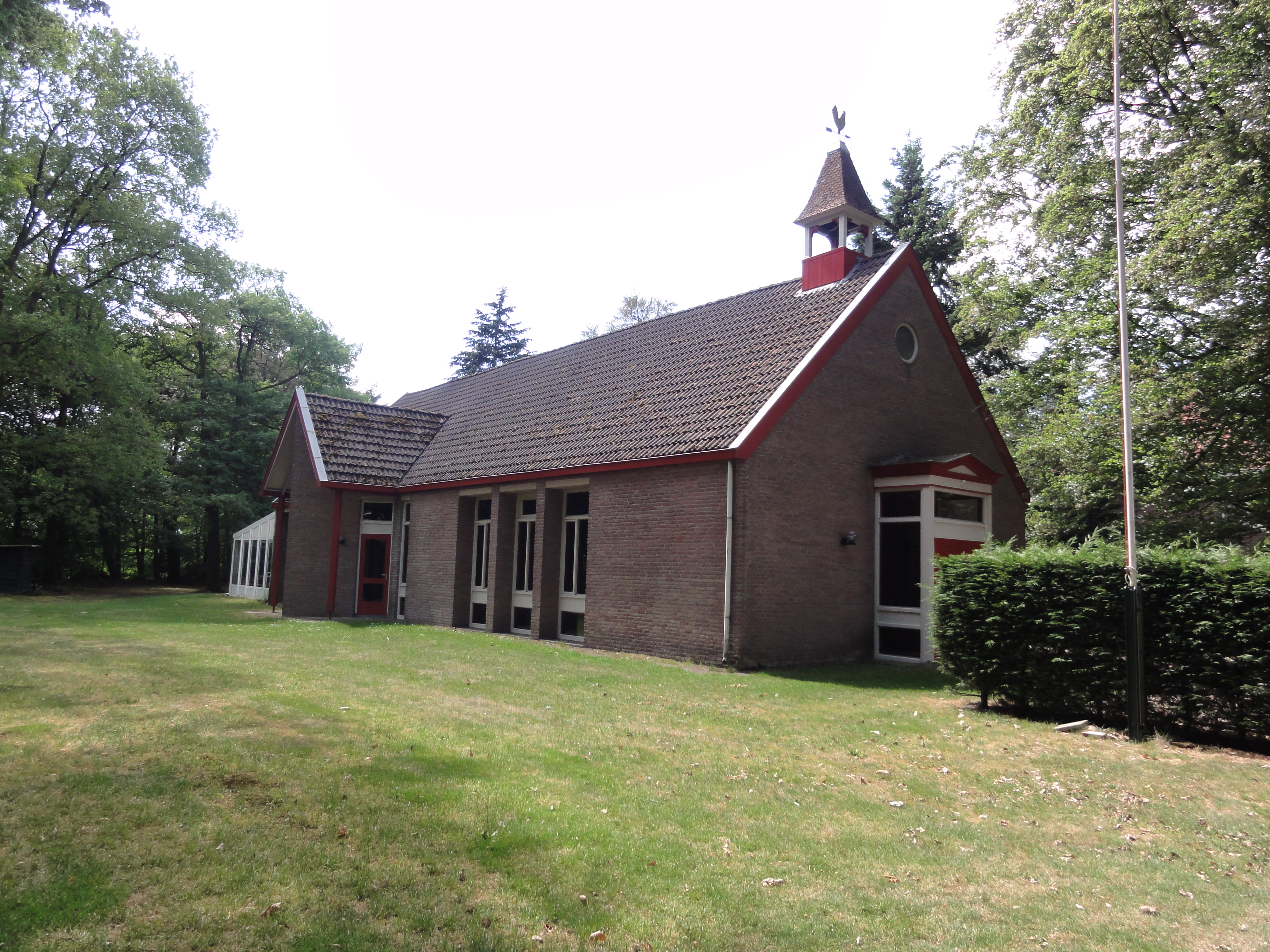
NH kerk, De Vossenberg
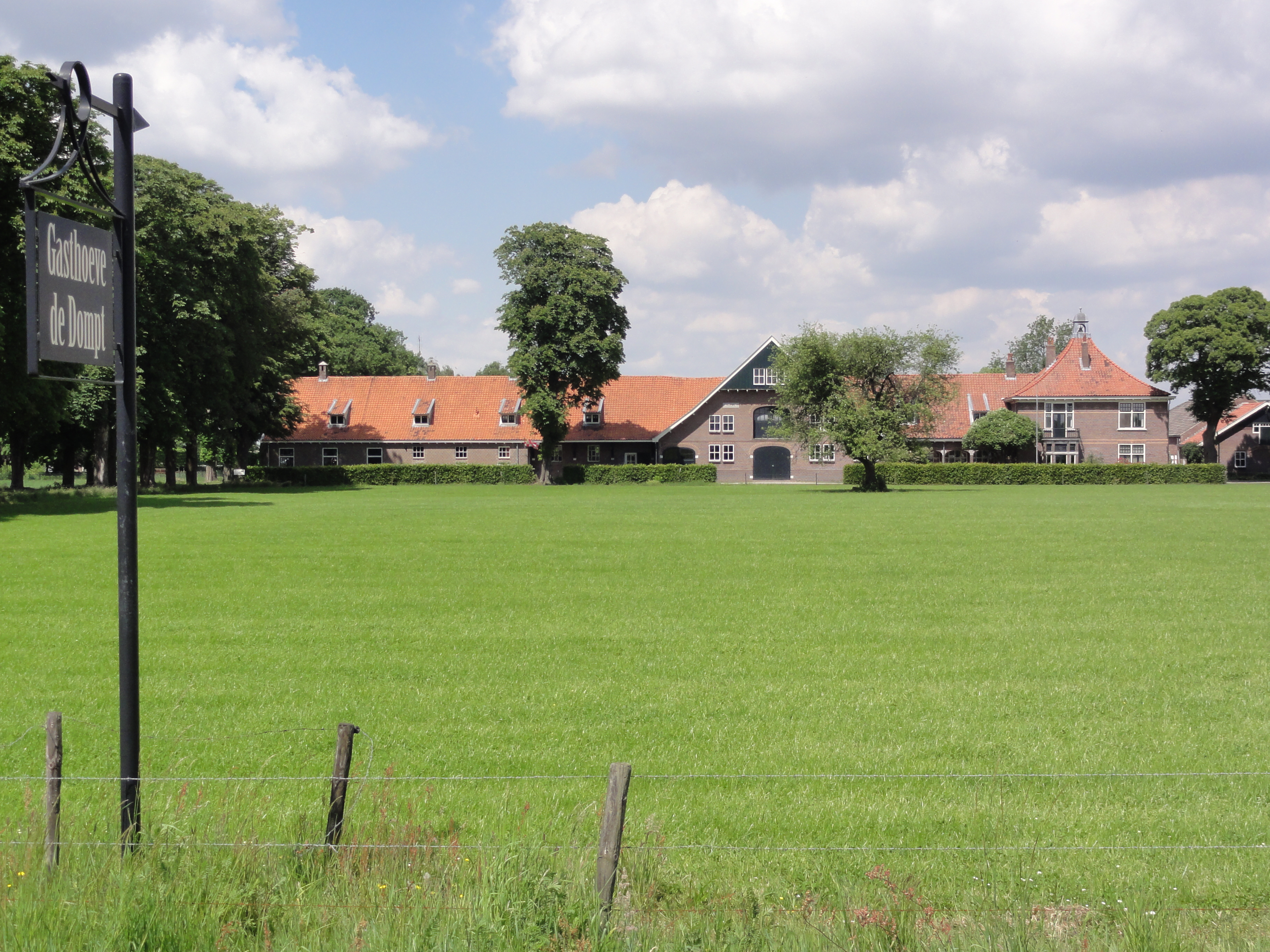
De Dompt, rijksmonument
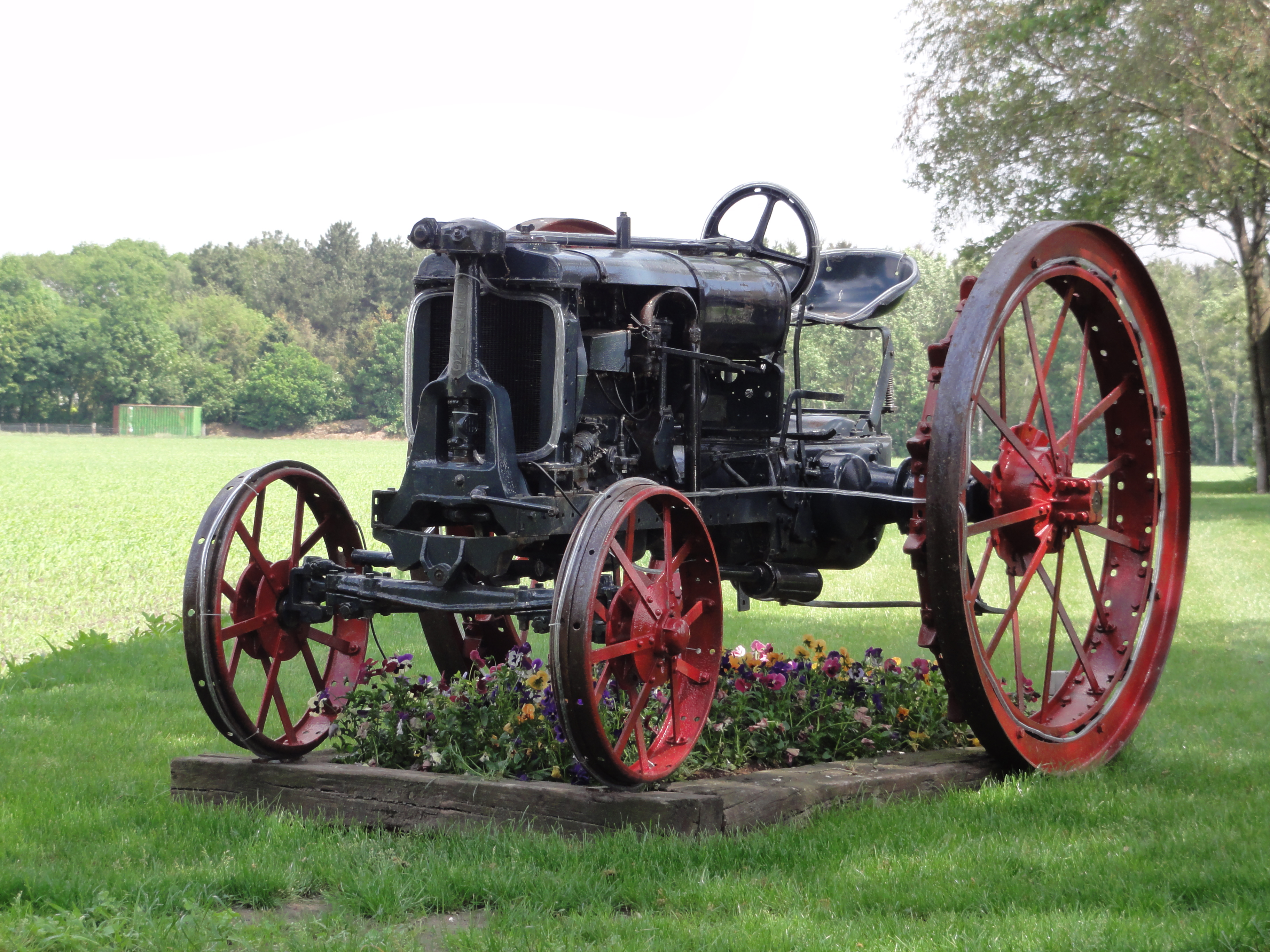
Oude tractor langs de Ripseweg
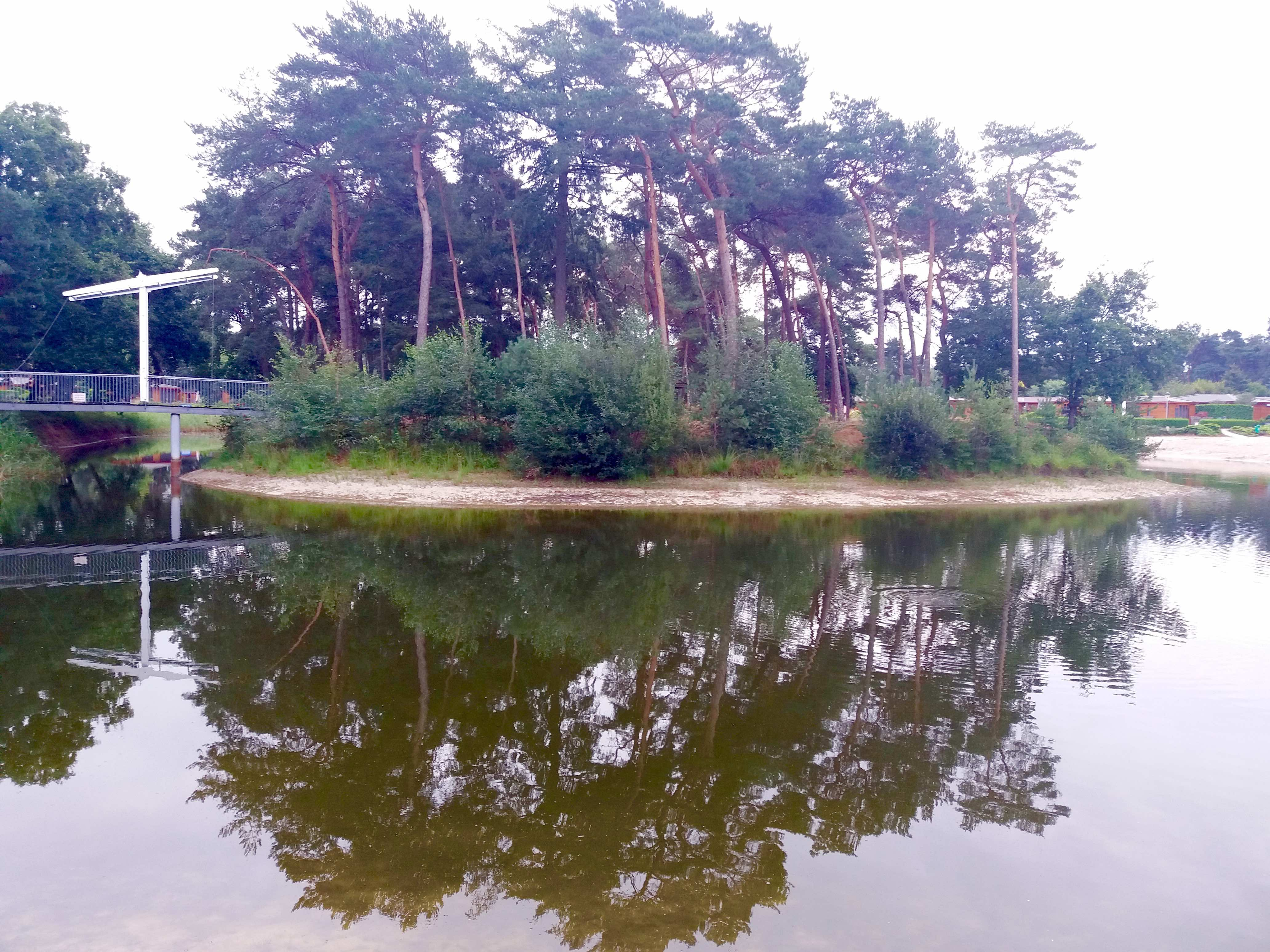
Zwemvijver op het Naturistisch recreatiepark Elsendorp